# 乔治·温斯顿
乔治·奧蒂斯·温斯顿三世（英語：George Otis Winston III，1949年12月26日—2023年6月4日），是一位美国钢琴家兼作曲家。乔治·温斯顿出生在密歇根州，并在蒙大拿州和密西西比州长大，他毕业于斯特森大学，居住在加利福尼亚州的旧金山。他的大多数作品因为能使听众感到大自然的风景，并且反映了四季的精髓，给听众闲适、轻松、怡然、清新的感觉。
乔治·温斯顿被誉为“新世纪音乐之父”，而他本人却回避这个说法，乔治·温斯顿称自己的音乐为“乡村田园钢琴曲”。

## 背景
乔治·温斯顿于1972年录制了自己的第一张专辑为《芭蕾与蓝调》（Ballads and Blues），当时并没有得到多大的反响。而直到1979年，威廉·阿克曼（William Ackerman）与他谈起为他的新唱片公司录制专辑的事情。起初，乔治·温斯顿只是用夏威夷吉他弹奏了一些简单的音乐作品，之后有为电台的夜间节目做背景音乐，这样也就成为了乔治·温斯顿的专辑《秋日》（Autumn）。在音乐中，他将秋日描述成为万圣节的颂歌。这张专辑《秋日》后来被听众大受好评。之后他的专辑《十二月》（December）和《辞冬》（Winter into Spring）都获得了白金唱片的称号，并在1996年的的格莱美奖中获得最佳新世纪音乐专辑。由于他对史努比花生漫画的喜爱，他在1996年制作了音乐专辑《Linus & Lucy-The Music of Vince Guaraldi》，这张专辑是献给格拉第（Vince Guaraldi）为花生漫画所做的音乐。在2002年他将19世纪60年代门户合唱团（The Doors）的音乐制作成专辑《Night Divides the Day - The Music of the Doors》，与其不同的就是音乐使用的是钢琴的独奏，并且音乐更加的恬静怡然。

## 音乐会
在乔治的音乐会上，乔治本人并不是一个特别爱表现自己的人，而是衣着十分简单，法兰绒衬衫和牛仔裤。秃顶、一脸的胡子，根本不像是在音乐会为听众表演的演员，反而经常被观众认为是为钢琴调音的技术人员。
除了作曲和演出，在音乐会上乔治也会给观众演奏口琴和夏威夷吉他。他演奏这些乐器主要在音乐会上，并非在专辑中。在专辑《Remembrance - A Memorial Benefit》可以听得到这两种乐器的使用。他为自己的唱片公司Dancing Cat Records制作过夏威夷吉他的录音作品。

## 专辑
- 1972 Ballads and Blues
- 1980 Autumn
- 1982 Winter into Spring
- 1982 December
- 1991 Summer
- 1994 Forest
- 1996 Linus and Lucy - The Music of Vince Guaraldi
- 1999 Plains
- 2001 Remembrance - A Memorial Benefit
- 2002 Night Divides the Day - The Music of the Doors
- 2005 Montana - A Love Story
- 2006 Gulf Coast Blues & Impressions: A Hurricane Relief Benefit
- 2010 Love Will Come – The Music of Vince Guaraldi, Volume 2
- 2012 Gulf Coast Blues & Impressions 2: A Louisiana Wetlands Benefit
- 2013 "Harmonica Solos"

### 原声音乐
- 1984 Country
- 1984 The Velveteen Rabbit
- 1988 This is America Charlie Brown—The Birth of the Constitution
- 1995 Sadako and the Thousand Paper Cranes
- 2002 Pumpkin Circle
- 2003 Bread Comes to Life